# Кюріке I
Кюріке I (*Կյուրիկե Ա, д/н —1003) — 1-й цар Ташир-Дзорагетського царства з 978 до 989 року. Став засновником роду Кюрінянів, гілки династії Багратуні.

## Життєпис
Син Ашота III, царя Ані, та Хосровануш. Дата народження невідома. У 972 році отримав князівство Ташир. 974 року брав участь у виступі військ вірменських нахарарів з огляду на наступ візантійського імператора Іоанна I Цимісхія.
У 978 році отримав титул царя Ташир-Дзорагета, зберігаючи васальну залежність від Анійського царства. Після цього приділяв увагу розбудові свого царства. Сприяв зміцненню міст, підтримував вірменське духівництво, зокрема Санаїнський монастир.
Помер 989 року. Йому спадкував син Давид I.

## Родина
- Давид I, цар у 989—1048 роках
- Смбат